# Leptotyphlops asbolepis
Leptotyphlops asbolepis este o specie de șerpi din genul Leptotyphlops, familia Leptotyphlopidae, descrisă de Thomas, Mcdiarmid și Thompson 1985. Conform Catalogue of Life specia Leptotyphlops asbolepis nu are subspecii cunoscute.